# Українці Сполучених Штатів Америки

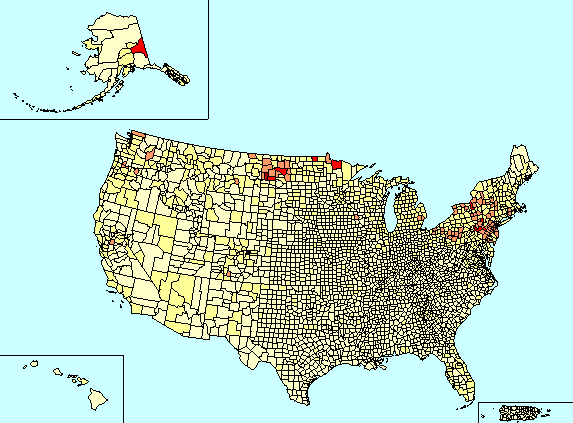
Розселення україно-американців, відсоток згідно з переписом у США 2000 року.

Українці США (англ. Ukrainian Americans) — американці українського походження, що проживають на території США.
Перший український емігрант в Америці Іван Богдан приплив з Джоном Смітом у колонію перших поселенців Джеймстаун у 1608 році. Богдан зустрів капітана Сміта, коли той воював з османами, був узятий у полон і втік із полону через Україну, Румунію, Угорське королівство та інші країни. Але великомасштабна українська імміграція до Америки почалась тільки з 1880 року.
Українська еміграція до США із Закарпаття, Галичини та Буковини розпочалася ще в останній чверті XIX століття, набувши масового характеру в період 1890-х років і до початку Першої світової війни. Вона тривала і в міжвоєнний період, хоча і в набагато менших масштабах. Після Другої світової війни до США переїхало близько 100 тисяч біженців з України.

## Загальна характеристика
Тепер кількість українців та осіб українського походження становить близько 976 314 осіб. Переважна більшість з них народилася вже в США, і тільки близько 20 % становлять безпосередні емігранти. Близько третини осіб українського походження володіє українською мовою, бл. 143 тис. (15 %) використовує її у побуті.
Українці мешкають досить компактно, причому близько половини їх загальної кількості припадає на північно-східні промислові штати Пенсільванія, Нью-Джерсі та Нью-Йорк. Розподіл українців за соціальними та професійними характеристиками в основному відповідає загальноамериканським пропорціям.
Кількість українців продовжує зростати за рахунок мігрантів та біженців з України.
Штати з найбільшою кількістю осіб, що використовують українську мову у сім'ї (2006—2008 рр.)
- США — 142 711
- Нью-Йорк (штат) — 22 462
- Каліфорнія — 17 350
- Вашингтон (штат) — 17 175
- Іллінойс — 12 043
- Пенсільванія — 10 188
- Нью-Джерсі — 10 078
- Огайо — 9 112
- Орегон — 5 261
- Флорида — 5 141
- Мічиган — 4 523
- Коннектикут — 3 190
- Массачусетс — 2 963
- Джорджія — 2 464
- Північна Кароліна — 1 996
- Вісконсин — 1 771
- Меріленд — 1 683
- Міннесота — 1 674
- Південна Кароліна — 1 126
- Техас — 1 157
- Вірджинія — 1 056
- Колорадо — 1 046
- Теннессі — 1 046

## Українці в окремих регіонах США
- Українська діаспора в Чикаго
  - Історія українства в Чикаго
- Українці у Філадельфії
- Українці у Каліфорнії
  - Сакраменто
  - Сан-Франциско і Кремнієва Долина
  - Лос-Анджелес
  - Сан-Дієго

- Українці у Нью-Йорку
- Українці у Вашингтоні

## Мова
Американські українці розмовляють англійською та українською мовами.

## Релігія
Переважна більшість українців у США є християнами, що сповідують греко-католицизм, православ'я та євангельське християнство.

Як і в будь-якому сучасному суспільстві, серед українців у США також є значна частина людей, які не сповідують жодної релігії, є агностиками або атеїстами. Ця тенденція до зростання "нерелігійних" осіб спостерігається в багатьох західних країнах, включаючи США. Молоді покоління українців у діаспорі можуть бути менш релігійними, ніж їхні батьки чи дідусі й бабусі.

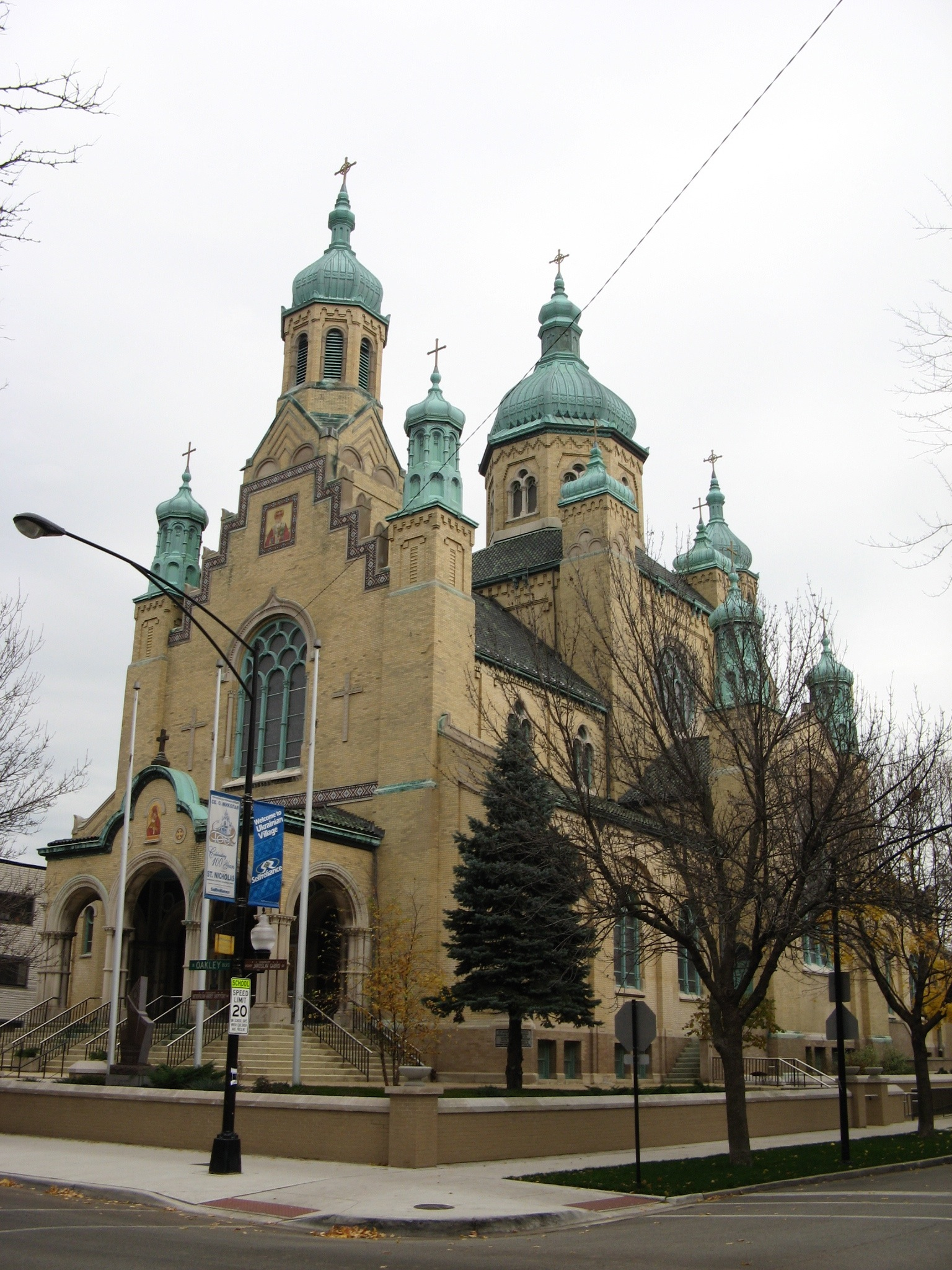
Собор Святого Миколая в Чикаго

#### Католицизм
Українська Греко-Католицька Церква (УГКЦ) має дуже глибоке коріння в США. Це одна з найстаріших і найчисельніших українських конфесій в американській діаспорі.
Багато перших хвиль українських іммігрантів наприкінці 19-го — на початку 20-го століття походили із заходу України (Галичини, Закарпаття), де греко-католицизм був домінуючою конфесією. Вони привезли свою віру до США, засновуючи парафії та будуючи церкви, які часто ставали центрами громадського життя.
УГКЦ зберігає східний обряд, але визнає верховенство Папи Римського. Це поєднання дозволило багатьом українцям зберегти свою культурну та літургійну ідентичність, перебуваючи в єдності з Католицькою Церквою.
У 2019 році деякі дані показували, що кількість членів УГКЦ у США зменшилася до приблизно 52 000 осіб. Для прикладу, Філадельфійська архиєпархія, яка у 1960-х роках налічувала близько 100 000 українських католиків, у 2019 році офіційно мала лише 10 000, а фактично — до 7 000 осіб.

#### Православ'я
Православні українці, як із західних, так і зі східних регіонів України, також емігрували до США. Протягом 20-го століття в США утворилося кілька українських православних юрисдикцій. Найбільшою з них є Українська Православна Церква США (УПЦ США), яка перебуває під юрисдикцією Константинопольського Патріархату.
Українські православні церкви в США зберігають східний обряд і літургію, підтримуючи українські традиції та мову в богослужінні. Вони також є важливими осередками культурного життя.
Остання доступна інформація про чисельність членів Української Православної Церкви США (УПЦ США) базується на Переписі релігій США 2020 року (U.S. religion census 2020). Згідно з цими даними УПЦ США налічувала 14 971 віруючих у 89 парафіях.

#### Протестантизм
Протестантські течії, особливо баптисти та п'ятидесятники, становлять значну частину української релігійної громади в США.
Протестантизм почав поширюватися в Україні наприкінці 19-го століття, і перші хвилі українських баптистів прибули до США, рятуючись від релігійних переслідувань у Російській імперії. У 20-му столітті, особливо після Другої світової війни та з розпадом СРСР, відбувалися подальші хвилі імміграції українських протестантів.
У США діє Об’єднання Українських Євангельських Баптистських Церков (Ukrainian Evangelical Baptist Convention of the US).  Об’єднання Українських Євангельських Баптистських Церков у США (UEBC) є ключовою організацією для українських баптистів. Вони активно займаються місіонерською діяльністю, видають літературу та підтримують зв'язки з церквами в Україні. Їхні громади часто є дуже активними, з сильним акцентом на євангелізації та соціальному служінні. Зокрема у місті Філадельфія діє Перша українська євангельська баптистська церква (First Ukrainian Evangelical Baptist Church).
Українські п'ятидесятники також мають помітну присутність у США. Багато з них прибули під час пізніших хвиль імміграції, шукаючи релігійної свободи. Вони відомі своїми динамічними богослужіннями та активною місіонерською роботою.

## Мова
Англійська мова є домінуючою мовою для українців у США, особливо для поколінь, народжених вже в Америці. Це природний наслідок мовної асиміляції. Для більшості українців другого, третього та наступних поколінь, які народилися і виросли в США, англійська мова є рідною та основною мовою спілкування. Українська мова, якщо і зберігається, то часто є "мовою спадщини", що використовується вдома, в церкві або на культурних заходах. Рівень володіння українською у цих поколіннях може варіюватися від пасивного розуміння до вільного спілкування, але англійська домінує у повсякденному житті, освіті та професійній діяльності. 
Багато іммігрантів перших хвиль, особливо ті, хто прибував з сільських регіонів Західної України та не мав високої освіти, стикалися зі значними труднощами у вивченні англійської. Вони часто оселялися у компактних етнічних анклавах, де українська мова могла залишатися основною для повсякденного спілкування протягом тривалого часу. Проте їхні діти та онуки вже активно переходили на англійську.
Сучасні українські іммігранти, особливо ті, хто прибув після 1990-х років, часто мають вищий рівень освіти, ніж попередні хвилі, і, як правило, краще володіють англійською мовою. Дослідження показують, що сучасні українські іммігранти в США характеризуються "гарним володінням англійською мовою". Це значно полегшує їхню інтеграцію.
Масовий перехід на англійську мову починався вже з другого покоління іммігрантів. У третьому та наступних поколіннях, якщо українська мова не підтримується свідомо (навчанням у школах, спілкуванням вдома), вона часто втрачається повністю.
Українська мова зберігається та використовується в значній частині української діаспори, але її статус та рівень володіння різняться. 
Іммігранти першої хвилі (недавні прибулі). Ця група, особливо ті, хто прибув після розпаду СРСР та особливо після 2022 року, зазвичай вільно володіє українською мовою, оскільки це їхня рідна мова. Вони активно використовують її в повсякденному житті, у спілкуванні з родиною та в межах українських громад.
Старіші хвилі імміграції. Серед українців, які прибули в США в першій половині 20-го століття (після Першої та Другої світових воєн), українська мова залишалася сильною, особливо в компактних громадах. Проте з часом і в них спостерігається певне зменшення використання української мови у наступних поколіннях.
Друге та третє покоління. Часто володіють українською на різних рівнях. Дехто може розуміти, але не говорити вільно, інші можуть використовувати її лише в сімейному колі або під час відвідування церкви/культурних заходів. Багато хто може мати пасивне розуміння мови. За деякими даними, близько третини осіб українського походження володіє українською мовою, і близько 143 тис. (15%) використовують її у побуті.

## Змішані шлюби
Частина нащадків українців у Сполучених Штатах мають батьків різної національності через високий рівень змішаних шлюбів (intermarriage). Ця тенденція є типовою для більшості іммігрантських груп у США з декількох причин:
Асиміляція та інтеграція: З кожним наступним поколінням іммігранти все більше інтегруються в американське суспільство. Це означає не тільки мовну та культурну асиміляцію, а й розширення соціальних кіл, що природно веде до укладання шлюбів за межами своєї етнічної групи.
Зменшення етнічних анклавів: Хоча українські громади створювали сильні етнічні анклави в минулому, з часом вони послаблювалися. Люди роз'їжджалися по країні, що зменшувало можливості для шлюбів "всередині" громади.
Демографічні фактори: Для невеликих етнічних груп знайти партнера виключно зі своєї національності стає складніше, особливо у третьому та наступних поколіннях.
Нащадки змішаних шлюбів часто мають складну, мультикультурну ідентичність:
- Збереження української спадщини: Навіть якщо один з батьків не є українцем, багато родин докладають зусиль для збереження української мови, культури, традицій та релігії. Це може проявлятися у відвідуванні української церкви, суботньої школи, участі у фольклорних колективах або просто у святкуванні українських свят.
- Двокультурність: Діти з таких шлюбів часто зростають у двомовних або двокультурних родинах, де вони вбирають елементи як української, так і іншої (американської, латиноамериканської тощо) культури.
- Різний ступінь приналежності: Деякі можуть активно ідентифікувати себе як українці, тоді як інші можуть відчувати слабший зв'язок з українською спадщиною або ідентифікувати себе передусім як американці.

## Відомі українські американці

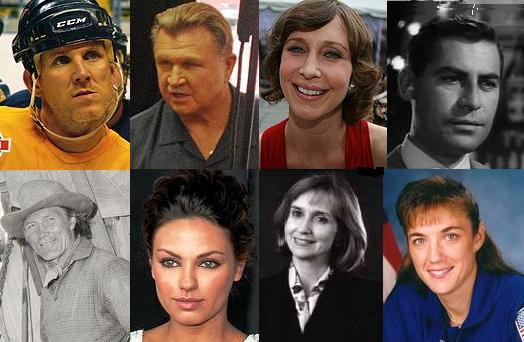
Відомі українські американці

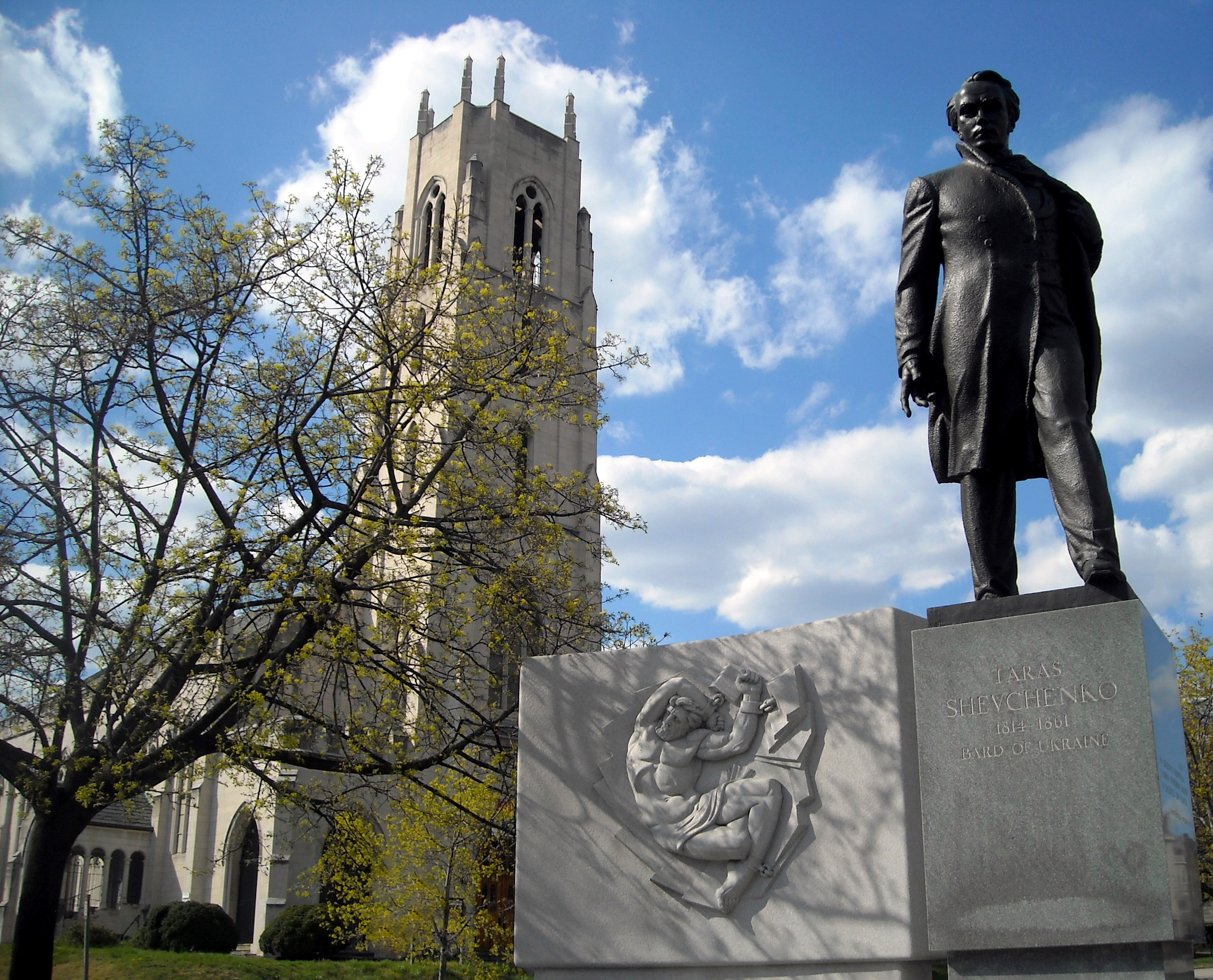
Меморіал Тарасові Шевченку у Вашингтоні

- Білл Титла — американський аніматор, який працював над такими відомими повнометражними анімаційними фільмами Уолта Діснея, як «Білосніжка та сім гномів», «Піноккіо», «Фантазія» та «Дамбо».
- Джо Шустер — один з авторів коміксів про Супермена
- Альберт Хіршфельд — карикатурист, що здобув визнання завдяки чорно-білим портретам зірок кіно та Бродвею.
- Джед Аллан Браун (Баранівський) — американський актор, котрий здобув славу у серіалах: «Лессі», «Санта-Барбара» та «Беверлі Гілз 90210», а також у фільмі «Арлет», де знімався з Крістофером Ламбертом (Конор МакЛауд «Горець1234»)
- Ігор Сікорський — авіаконструктор, творець гелікоптерів
- Володимир Джус — авіаконструктор, винахідник нового типу кріплення в авіації «Джус Фестенер» та засновник однойменної компанії, президент Українського Інституту Америки, меценат
- Пол Побережний — авіаконструктор та ентузіаст і промоутер аматорського літакобудування[en], засновник Асоціації експериментальних повітряних суден[en]
- Том Побережний чемпіон світу з аеробатики, президент (наразі — почесний) Асоціації експериментальних повітряних суден[en]
- Джек Пеланс — американський актор
- Мілла Йовович — кіноакторка
- Володимир Біляїв
- Чак Поланік — сатиричний письменник і вільний журналіст
- Девід Духовни — кіноактор
- Міла Куніс — кіноакторка
- Ольга Куриленко — кіноакторка
- Грегорі Менк'ю — економіст, голова Ради економічних консультантів (2003—2005)
- Тимошенко Степан Прокопович — вчений у галузі механіки
- Кіт Ткачук — американський хокеїст[6]
- Катерина Ющенко — дружина 3-го Президента України Віктора Ющенка.
- Михайло Яримович — американський бізнесмен
- Футей Богдан Петрович — адвокат, суддя
- Квітка Цісик — співачка
- Віра Фарміґа — кіноакторка
- Дмитро Дяченко — кіноактор та музикант
- Джон Годяк — актор
- Маргарет Спеллінгс — політик
- Степан Шумейко — публіцист, редактор
- Наталія Яресько — міністр фінансів України (2 грудня 2014 — 14 квітня 2016)
- Вадим Дубовський — «співочий далекобійник»
- Ян Кум — американський програміст та підприємець українського єврейського походження, розробник месенджера WhatsApp.
- Брюс Едвард Мельник — американський астронавт
- Гайдемарі Стефанишин-Пайпер — американська астронавтка
- Семуел Яскілка — американський військовий діяч, генерал корпусу морської піхоти США.

## Українські організації в США

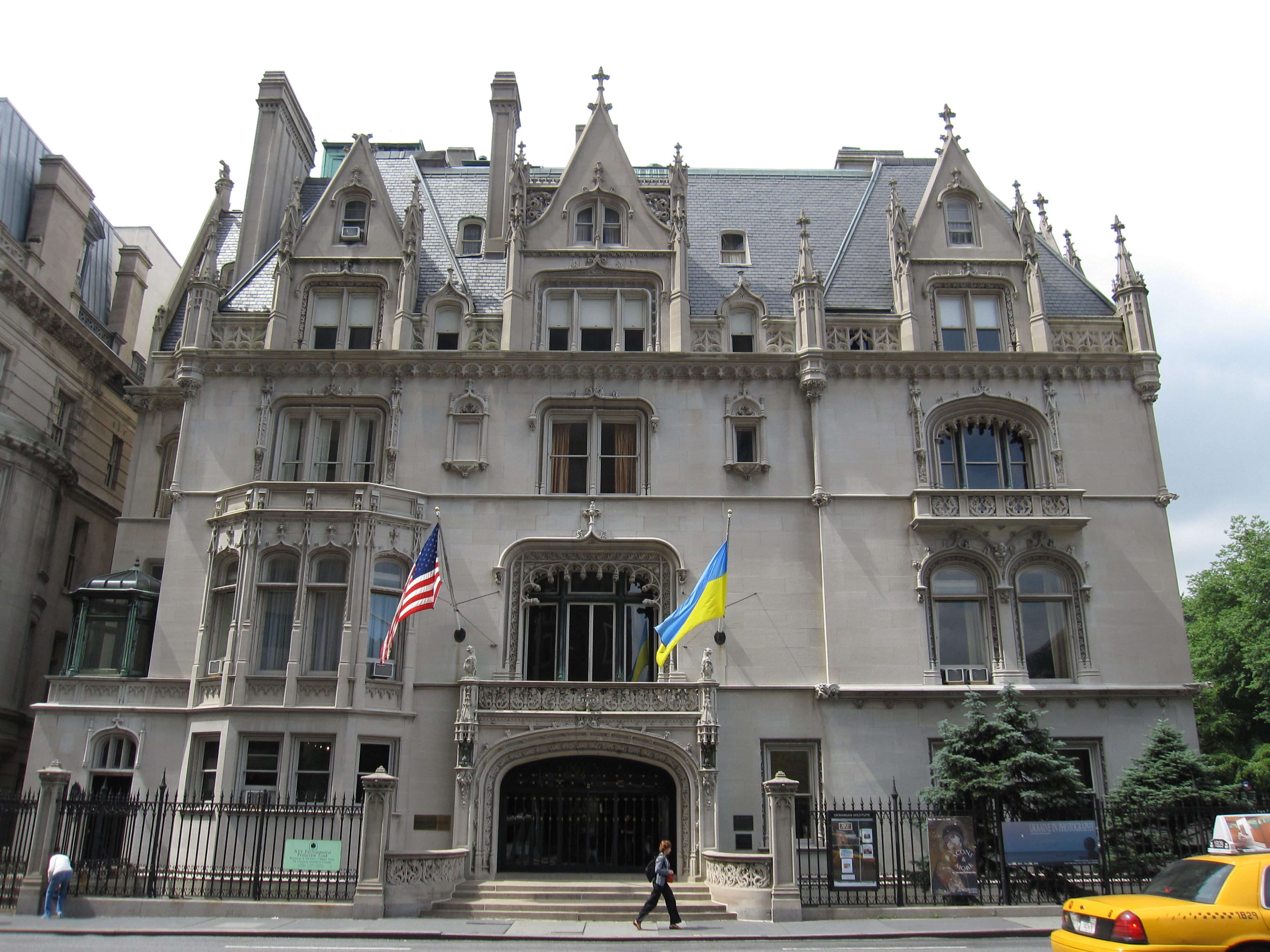
Український американський інститут на П'ятій Авеню в Манхеттені, Нью-Йорк

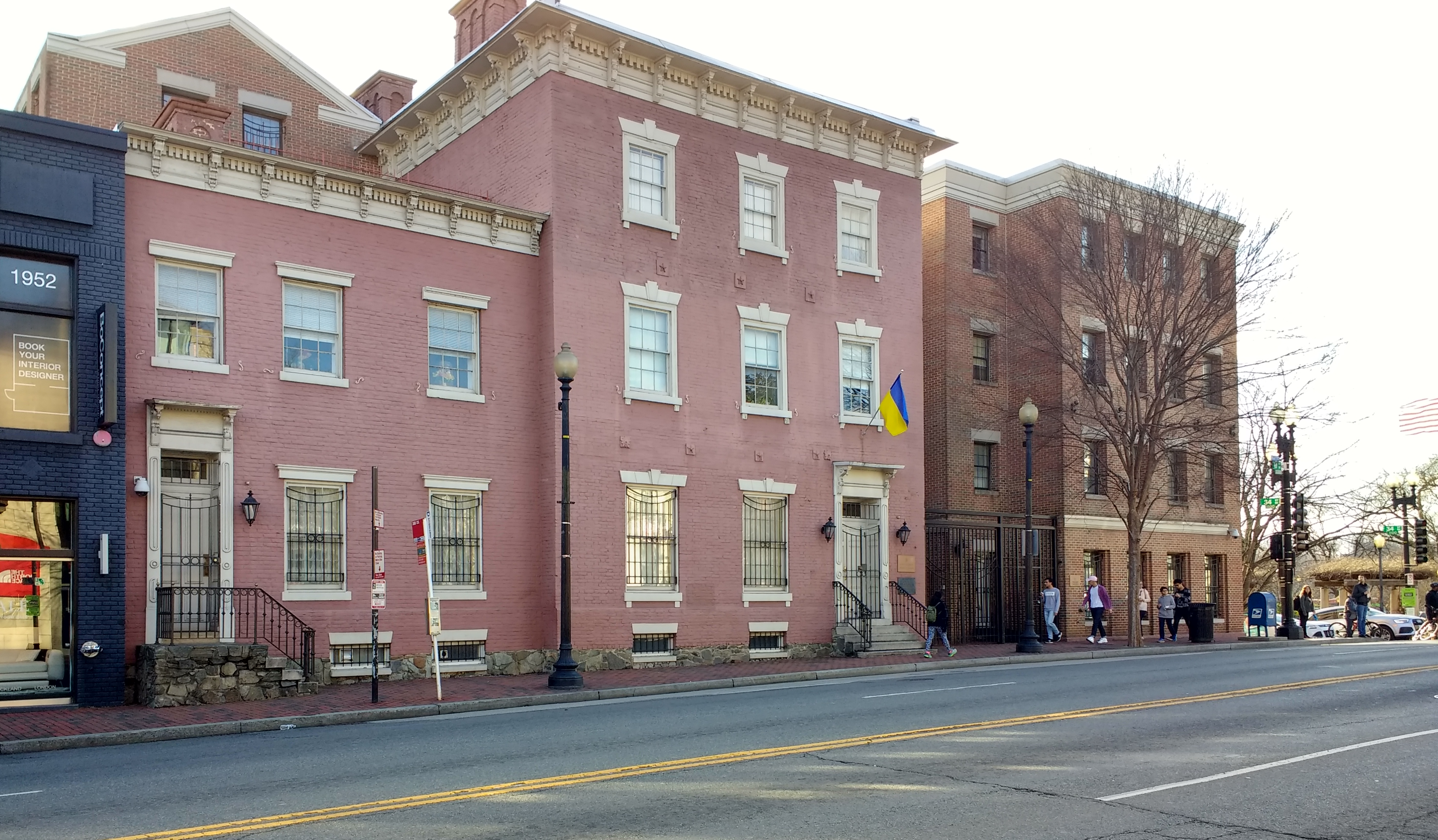
Посольство України у Вашингтоні, США, 2018

- Асоціація українців штату Вашингтон
- Координаційний Комітет Допомоги Україні
- Американська народна рада угро-русинів
- Наукове товариство імені Шевченка
- Нова Україна
- Пласт
- Разом
- Союз Братств і Сестрицтв в Америці
- Союз Гетьманців Державників у Північній Америці
- Союз Українських Студентських Товариств Америки
- Союз українських філателістів і нумізматів
- Союз українсько-американських спортивних товариств
- Товариство Українських Інженерів Америки
- Товариство української мови США
- Товариство української мови Чикаго
- Українська Гетьманська Організація Америки
- Українська Католицька Асоціація Преси
- Українська Мічиганська Ліга
- Українська Народна Поміч
- Українське Євангельське Об'єднання в Північній Америці
- Українське Історичне Товариство
- Українське Лікарське Товариство Північної Америки
- Українське Патріархальне Світове Об'єднання
- Українські Американські Ветерани
- Українсько-Американська Асоціація Університетських Професорів
- Українсько-Американська Координаційна Рада
- Український конгресовий комітет Америки
- Український Народний Союз
- Союзівка
- Фундація Омеляна та Тетяни Антоновичів
- Фундація імені Івана Багряного
- Шкільна Рада при УККА
- Ukraine Relief